# Рівер-Фоллс (містечко, Вісконсин)
Рівер-Фоллс (англ. River Falls) — місто (англ. town) в США, в окрузі Пієрс штату Вісконсин. Населення — 2215 осіб (2020).

## Демографія
Згідно з переписом 2010 року, у місті мешкала 2271 особа в 852 домогосподарствах у складі 670 родин. Було 879 помешкань
Расовий склад населення:
| - 98,0 % — білих - 0,4 % — корінних американців - 0,4 % — чорних або афроамериканців - 0,4 % — азіатів |

До двох чи більше рас належало 0,8 %. Частка іспаномовних становила 1,0 % від усіх жителів.
За віковим діапазоном населення розподілялося таким чином: 22,7 % — особи молодші 18 років, 66,7 % — особи у віці 18—64 років, 10,6 % — особи у віці 65 років та старші. Медіана віку мешканця становила 44,5 року. На 100 осіб жіночої статі у місті припадало 101,2 чоловіків;  на 100 жінок у віці від 18 років та старших — 103,7 чоловіків також старших 18 років.
Середній дохід на одне домашнє господарство  становив 107 759 доларів США (медіана — 85 655), а середній дохід на одну сім'ю — 125 869 доларів (медіана — 105 294). Медіана доходів становила 60 078 доларів для чоловіків та 44 398 доларів для жінок. За межею бідності перебувало 3,6 % осіб, у тому числі 0,0 % дітей у віці до 18 років та 10,9 % осіб у віці 65 років та старших.
Цивільне працевлаштоване населення становило 1347 осіб. Основні галузі зайнятості: виробництво — 21,5 %, освіта, охорона здоров'я та соціальна допомога — 18,1 %, роздрібна торгівля — 10,5 %, фінанси, страхування та нерухомість — 7,7 %.